# Острая жировая дистрофия печени у беременных
Острая жировая дистрофия печени (син.: острый жировой гепатоз беременных, острая жёлтая атрофия печени; лат. atrophia hepatis flava acuta) — поражение печени, при котором наблюдается накопление жира в клетках печени, возникающее во время беременности. В результате появляется желтуха, тяжело протекающие нервные расстройства, затем коматозное состояние и смерть. Процесс продолжается в течение 2—3 недель. Болезнь может развиваться как исход чрезмерной рвоты беременных (иногда независимо от неё).

## Эпидемиология
Острая жировая дистрофия печени у беременных встречается с частотой 1:7000—1:16000, в настоящее время смертность наступает в 18—25 % случаев. ОЖДП развивается в основном на 32—36 неделе беременности.

## Этиология
Этиология острой жировой дистрофии печени у беременных до конца не изучена, одна из основных причин —генетический митохондриальный дефект β-окисления жирных кислот: дефицит ферментной длинной цепи 3-hydroxyacyl-CoA дегидрогеназы (LCHAD) у плода — мутации G1528C и E474Q, а также нарушении обмена жирных кислот в плаценте. Также к нарушению метаболизма желчных кислот может приводить изменение гормонального фона во время беременности.
Факторы риска:
- врождённый дефицит LCHAD;
- первая беременность;
- многократная беременность;
- преэклампсия и эклампсия;
- беременность плодом мужского пола.

## Клиническая картина
В клиническом течении различают три стадии: дожелтушную, желтушную, стадию с фульминантной печёночной недостаточностью и острой почечной недостаточностью.
Дожелтушная стадия начинается на 30-34 неделе беременности, симптомы не специфичны и могут включать в себя слабость, астению, кожный зуд, боль в эпигастрии или правом подреберье, периодическую тошноту и рвоту, изжогу, которая из кратковременной переходит в мучительную, не поддаётся лечению и заканчивается рвотой кофейной гущей. У части пациенток наблюдаются симптомы преэклампсии, что затрудняет диагностику.
Через одну-две недели развивается желтушная стадия, желтуха может быть умеренной, но обычно интенсивная. Нарастает слабость, усиливается изжога и тошнота, рвота становится кровавой, появляется тахикардия до 120—140 уд/мин. Появляется жжение за грудиной, боли в животе, лихорадка, олигоанурия, периферические отёки, скопление жидкости в серозных полостях. Нарастают симптомы печёночной недостаточности. Печень уменьшается в размерах.
Спустя одну-две недели развивается стадия тяжёлой фульминантной печёночной и острой почечной недостаточности. Развивается тяжёлый ДВС-синдром с сильнейшими маточными, желудочно-кишечными и другими кровотечениями. Могут возникать массивные кровоизлияния в головной мозг, поджелудочную железу и другие внутренние органы. Достаточно часто развивается печёночная кома, в других случаях сознание больных сохраняется вплоть до терминальной стадии заболевания.

## Диагностика
При подозрении на острую жировую дистрофию печени у беременной, необходимо проведение ультразвуковой диагностики печени и желчевыводящих путей, МРТ или КТ печени, при отсутствии коагулопатии, проведение биопсии печени. Помимо этого, необходимо проведение лабораторной диагностики: общий анализ крови, биохимический анализ крови, общий анализ мочи, амилаза, аммиак в плазме, электролиты плазмы, исследование на носительство вирусов гепатита.
При наборе более 6 симптомов по шкале «Swansea», высока вероятность ОЖДП:
- тошнота и рвота;
- боль в животе;
- полидипсия и полиурия;
- энцефалопатия;
- увеличение уровня трансаминаз (АСТ, АЛТ в 3—10 раз выше нормы);
- увеличение содержания билирубина;
- гипогликемия (<4,0 ммоль/л);
- увеличение уровня солей мочевой кислоты (> 340 мкмоль/л);
- почечная дисфункция (креатинин > 150 мкмоль/л);
- увеличение уровня аммиака (> 47 мкмоль/л);
- лейкоцитоз (> 11 × 109/л; часто 20-30 × 109/л);
- коагулопатия (протромбиновое время более 14 с, АПТВ более 34 с);
- асцит или гиперэхогенная структура печени при УЗИ исследовании
- микровезикулярный стеатоз при биопсии печени и гистологическом исследовании (при развитии тяжёлой формы, проведение биопсии не рекомендуется)[2].

## Дифференциальная диагностика
Необходимо проводить дифференциальную диагностику с преэклампсией, HELLP-синдромом, при наличии болей в животе — исключить хирургическую патологию.

## Лечение
Единственным методом лечения является срочное родоразрешение. Метод родоразрешения не влияет на течение острой жировой дистрофии печени, поэтому определяется акушерской ситуацией, при наличии коагулопатии оптимальным является оперативное родоразрешение с коррекцией коагулопатии.
Лекарственная терапия не эффективна, интенсивная терапия носит симптоматический характер. Возможна трансплантация печени.
Жировая инфильтрация регрессирует в течение 5—6 недель после родоразрешения.